# Мурачуев, Халид Рашидович
Халид Рашидович Мурачуев (род. 11 января 1972, с. Кули Дагестанской АССР — 6 сентября 1999, около с. Новолакское, Дагестан) — лейтенант милиции, Герой Российской Федерации (2002, посмертно). Командир взвода батальона патрульно-постовой службы милиции Новолакского РОВД Республики Дагестан. По национальности — лакец

## Биография

### Детство
Родился 11 января 1972 года в селе  Кули Дагестанской АССР. Его отец, Рашид Мурачуев, был плотником в колхозе.

### Учёба
Окончил среднюю школу, затем Ульяновский сельскохозяйственный институт в 1994 году. Ветврач.

### Служба
В 1995—1997 годах служил в Российской армии.
В июле 1997 года поступил служить в органы Министерства внутренних дел России, командиром взвода батальона патрульно-постовой службы милиции Новолакского РОВД МВД Республики Дагестан.

### События 1999 года
В начале сентября 1999 года в Ботлихском районе Дагестана были разгромлены чеченские бандформирования, оплот местных ваххабитов — сёла Карамахи и Чабанмахи — были окружены. Руководители бандформирований Басаев и Хаттаб решили нанести новый внезапный удар в стратегически важном Новолакском районе (откуда можно было бы угрожать большинству районов Дагестана), рассчитывая на внезапность и быстроту действий, а также на то, что российские войска, втянутые в боевые действия, не смогут отреагировать оперативно. Центр Новолакского района — село Новолакское, возле которого расположена важная высота «Телевышка», откуда хорошо просматривалось не только село, но и бо́льшая часть территории района с главными автодорогами.

### Высота 715,3
Утром 5 сентября 1999 года несколько десятков боевиков сразу направились на высоту, где несла службу группа из пяти милиционеров-дагестанцев и пулемётчика во главе с лейтенантом Халидом Мурачуевым. Милиционеры по звукам стрельбы поняли, что происходит в селе, и заняли круговую оборону, Мутей Исаев вёл огонь из гранатомёта АГС-17. Шесть бойцов свыше суток дрались с более чем 100 боевиками, было отражено семь атак неприятеля, в одной из них погиб один из милиционеров, а в следующей был ранен пулемётчик. Двое дагестанских милиционеров, выносивших раненого, были окружены и захвачены в плен. На высоте остались раненые лейтенант Мурачуев и младший сержант Исаев.
Последний доклад Мурачуева был получен рано утром 6 сентября: «Патроны кончились. Мутей ранен, он подает гранаты, я бросаю». Ворвавшиеся на высоту боевики захватили двух тяжелораненных милиционеров и зверски расправились с ними: Халиду Мурачуеву отрубили голову и захоронили, а Мутей Исаев был живым закопан в землю, оба долгое время считались пропавшими без вести.
В ходе обороны высоты было уничтожено до 50 (по другим данным — до 70) боевиков, при этом боевики лишились внезапности — ещё во время боя первые части российских войск уже выдвигались в Новолакский район.
В сентябре 2000 года пленные боевики рассказали о подробностях их подвига и гибели, указав места захоронений Героев. Халид Мурачуев был с воинскими почестями похоронен в родном селе.
За мужество и героизм, проявленные при выполнении служебного долга, Указом Президента Российской Федерации от 31 января 2002 года лейтенанту милиции Мурачуеву Халиду Рашидовичу присвоено звание Героя Российской Федерации (посмертно).

## Поиски
Старший брат Халида — Гарун больше года потратил на поиски брата. Он трижды побывал в Чечне, в самом логове боевиков в то время — Урус-Мартане. Не раз подвергнув себя опасности, тяжело заболев во время поисков, он тем не менее не сдался и нашёл наконец место, где был похоронен будущий Герой. По словам Гаруна, он посетил несколько лагерей боевиков в Урус-Мартане, где нашёл тех, кто воевал в Новолакском районе.

## Награды
- Герой России (31 января 2002).

## Память
- Два памятника установлено в селе Кули (один — в центре села, другой — в школьном музее).
- Кулинская СОШ № 1 носит имя Х. Мурачуева с 2002 года.
- В Ульяновском сельскохозяйственном институте открыли экспозицию с материалами о своём выпускнике-Герое[2].
- В Кулинской СОШ № 2 и Новокулинской СОШ № 2 имя Героя носят школьные дружины.
- Улицы в Новокули и Кули носят имя Халида Мурачуева.
- 16 июля 2015 года, в год 20-летия окончания Халидом Рашидовичем факультета ветеринарной медицины, ректоратом Ульяновской государственной сельскохозяйственной академии имени П. А. Столыпина было принято решение об открытии мемориальной доски Герою Российской Федерации Халиду Мурачуеву[3]. На торжественной церемонии присутствовали его родные и близкие, в том числе старший брат Гарун Мурачуев. Также в митинге участвовали представители Правительства Ульяновской области, Управления МВД России по Ульяновской области, Министерства сельского, лесного хозяйства и природных ресурсов Ульяновской области, представители Союза десантников России и Совета ветеранов военной службы Ульяновской области.